# Macrobracon clavimaculatus
Macrobracon clavimaculatus är en stekelart som först beskrevs av Cameron 1912.  Macrobracon clavimaculatus ingår i släktet Macrobracon och familjen bracksteklar. Inga underarter finns listade i Catalogue of Life.